# Javier Ruibal

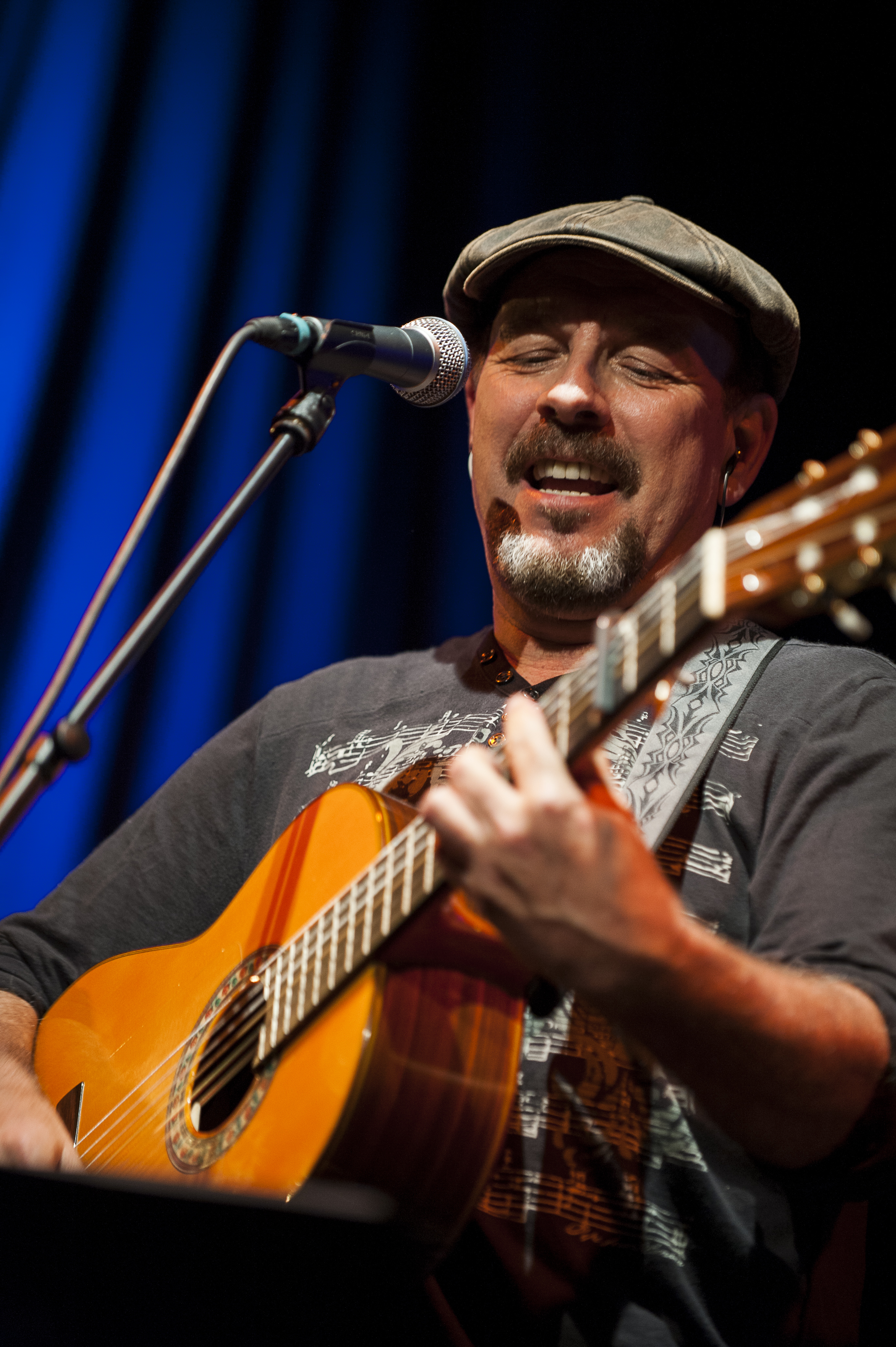
Javier Ruibal (2015)

Javier Ruibal (* 15. Mai 1955 in El Puerto de Santa María, Cádiz, vollständiger Name Francisco Javier Ruibal de Flores Calero) ist ein spanischer Musiker, Sänger, Komponist und Liedermacher, der traditionelle spanische Volksmusik und Einflüsse aus verschiedenen Kulturen zu einem eigenen Stil verschmilzt.

## Leben und Wirken
Javier Ruibal wurde in El Puerto de Santa María in der Provinz Cádiz in Südspanien geboren und lebt dort bis heute. Er debütierte 1983 mit dem Album, Duna („Düne“). Er begleitet sich stets selbst auf der Gitarre, tritt aber meistens mit einer Band oder mindestens einem weiteren Gitarristen und seit vielen Jahren auch kontinuierlich mit seinem Sohn, dem Schlagzeuger und Perkussionisten Javi Ruibal, auf. Er singt größtenteils eigene Texte, hat aber auch Gedichte von Federico García Lorca und Rafael Alberti vertont. Sein Stil geht von der spanischen Copla als erzählendes Musikstück aus, ist aber stark von Flamenco, Jazz und Blues, sowie klassischer Kammermusik und der heute noch in Marokko gespielten Arabisch-andalusischen Musik geprägt. Kritiker loben seine „virtuose und ungeheuer wandlungsfähige Stimme“ und seine „markante eigene Handschrift“, die „auf seiner Rolle als passionierter Geschichtenerzähler“ beruht, sowie seinen „musikalisch farbenprächtigen Kosmos“. Er wurde auch als „einer der letzten Troubadoure Spaniens“ und als „musikalischer Grenzgänger“ bezeichnet.
Nach den Alben Cuerpo Celeste („Himmelskörper“, 1986) und La piel de Sara („Saras Haut“, 1989), die beide im Label Ariola veröffentlicht wurden, kam Ruibals Durchbruch 1994 mit einem Live-Konzert in Cádiz, das als Album Pensión Triana („Triana Stundenhotel“) herausgebracht wurde; Ruibal wurde dabei von mehreren Musikern begleitet, die damals bekannter waren als er selbst: John Parsons auf der E-Guitarre, Jorge Pardo am Saxophon, Chano Domínguez am Klavier und Martirio im Chor. Das Album beginnt mit „La flor de Estambul“ („Die Blume aus Istanbul“), eine mit eigenem Liedtext unterlegte Fassung des Stücks Gnossiennes Nr 1 von Erik Satie, eines der wenigen Lieder Ruibals, die nicht von ihm selbst komponiert sind. Drei Jahre später folgte Contrabando („Schmuggel“), für manche Kritiker eines seiner besten Alben. Statt Antonio Toledo, der ihn bis dahin auf zahlreichen Tourneen begleitet hatte, spielte diesmal Tito Alcedo die erste Gitarre und wurde in der Folge zu Ruibals ständigem Begleiter bei Auftritten in ganz Spanien.
Die folgenden Alben Las damas primero („Damen haben Vortritt“, 2001), Lo que me dice tu boca („Was dein Mund mir sagt“, 2005), eine Neuauflage der Platte Pensión Triana mit zugehörigem Buch, sowie Sueño („Traum“, 2011), kamen im Label 18 Chulos heraus, ein von mehreren namhaften spanischen Künstlern (unter anderem Santiago Segura und El Gran Wyoming) gegründeter Musikverlag. Seit 2013 veröffentlicht Ruibal in einem eigenen Label, genannt Lo suyo. Im Album Paraísos mejores („Bessere Paradiese“, 2018), singt er eines seiner Lieder auf Arabisch, womit er ein Zeichen gegen „die Verteufelung der arabischen Welt“ setzen will.
Ruibal tritt in Spanien oft auf kleineren Bühnen und in Bars oder Tavernen auf, absolviert aber auch größere Auslandstourneen und gab Konzerte in Belgien, Frankreich, England, Polen, Marokko und Japan, sowie in der Schweiz New York und Istanbul und in Südamerika.
Seit etwa 2005 tritt Ruibal häufig mit seinem Sohn Javi Ruibal auf; dieser hat sich als Schlagzeuger und Perkussionist selbst einen Namen gemacht und spielt häufig mit Dorantes. Bei manchen Konzerten Ruibals wirkt auch seine Tochter Lucía Ruibal als Flamencotänzerin mit.
Mehrere bekannte Sängerinnen und Sänger haben von Ruibal komponierte oder gedichtete Lieder in ihr Repertoire übernommen, so zum Beispiel Ana Belén und David Broza, dessen Album Isla Mujeres nach einem Lied des spanischen Musikers benannt ist. Ruibal ist auch mit Pablo Milanés, Joaquín Sabina, Carlos Cano und Chico César in verschiedenen Konzerten aufgetreten.

## Ehrungen
- 2007: Medalla de Andalucía (Andalusienmedaille)[12]
- 2009: Eröffnungsrede des Karnevals in Cádiz[13]
- 2017: Premio Nacional de las Músicas Actuales (Nationalpreis für zeitgenössische Musik)[14]
- 2020: Premio Goya a la mejor canción original (Goya Filmpreis für die beste Filmmusik), für den Film Intemperie von Benito Zambrano.[15]

Außerdem wurde 2009 eine Straße in Ruibals Heimatstadt El Puerto de Santa María nach dem Sänger benannt.

## Diskographie
- Duna (1983, Hispavox)
- Cuerpo celeste (1986, Ariola)
- La piel de Sara (1989, Ariola)
- Pensión Triana (1994, Lollipop)
- Contrabando (1997, PDI)
- Las damas primero (2001, 18 Chulos)
- Sáhara (2003, World Music Network, Zusammenstellung vorheriger Lieder)
- Lo que me dice tu boca (2006, 18 Chulos)
- Pensión Triana (2010, 18 Chulos; Neuauflage der Platte von 1994 mit Buch)
- Sueño (2011, 18 Chulos)
- Quedate conmigo (2013, Lo Suyo/Karonte)
- 35 aniversario (2016, Lo Suyo/Karonte)
- Paraísos mejores (2018, Lo Suyo/Karonte)
- Ruibal (2020, Lo Suyo/Karonte)
- De tu casa a la mía mit Uxía (2022, Lo Suyo/Karonte)
- Saturno Cabaret (2023, Lo Suyo/Karonte)